# Duvaliandra dioscoridis
Duvaliandra dioscoridis är en oleanderväxtart som först beskrevs av Lavr., och fick sitt nu gällande namn av Michael George Gilbert. Duvaliandra dioscoridis ingår i släktet Duvaliandra och familjen oleanderväxter. Inga underarter finns listade i Catalogue of Life.